# 伊朗转向什叶派
伊朗转向什叶派是指16世纪萨非王朝統治伊朗期間，強行讓原本信仰遜尼派的伊朗民众信仰什葉派。在接下来的三个世纪里，萨非王朝（十二伊玛目派）持續鎮壓逊尼派穆斯林、犹太人、基督徒和其他宗教团体，    最终讓伊朗成為一個以什叶派為主的國家以及最大的什葉派國家。不過這導致伊朗与周邊逊尼派占多数國家（例如奥斯曼帝国）關係惡化。